# 魯塞中央車站
魯塞中央車站（羅馬化：Tsentralna zhelezopatna gara Ruse）是保加利亞第五大城市魯塞的主要鐵路車站。1866年，隨著魯塞至瓦爾納鐵路的開通，保加利亞的第一座火車站也在魯塞啟用（後稱魯塞東站）。1950年代，隨多瑙橋建成及客流量集中等考量，決定在魯塞市中心南側另建一座新站。
現今的車站完工於1955年，當時被視為巴爾幹半島最大、最華麗的火車站之一。該車站是通過多瑙橋進入羅馬尼亞的邊境檢查站。
1996年，適逢鐵路通車100周年，於舊魯塞車站設立了國家交通博物館。